# Françoise Guérin
 (février 2024).
Si vous disposez d'ouvrages ou d'articles de référence ou si vous connaissez des sites web de qualité traitant du thème abordé ici, merci de compléter l'article en donnant les références utiles à sa vérifiabilité et en les liant à la section « Notes et références ».
Pour les articles homonymes, voir Guérin.
Œuvres principales
Série policière Lanester (Lattès/Le Masque) - Maternité (Albin Michel)
Françoise Guérin, née le 24 février 1966 à Lyon, est une auteure française de roman policier.

## Biographie
Françoise Guérin est née à Lyon dans un milieu ouvrier, comme elle le décrit dans le texte Du bleu dans le rose (Éditions D'un Noir Si Bleu, 2010).
Plus tard, à l'occasion de la publication de Je n'oublie pas, elle rend hommage à ses grands-parents immigrés et questionne sur l'accueil réservé aux demandeurs d'asile.
"Je n'oublie pas...
Qu'ils ont consenti à tout perdre, sauf la vie.
Qu’ils ont eu des enfants qui ont été, à leur tour, des travailleurs.
Et des petits-enfants qui ont fait des études et ne parlent pas leur langue.
Et des arrière-petits-enfants dont les noms racontent encore, parfois, cette histoire débutée dans la poussière des routes.
Je n'oublie pas que je suis de ces descendants, à jamais endettée par leur choix radical."
— Je n'oublie pas, — Françoise Guérin, Zonaires édition 2018
Après des études de Lettres classiques et de sciences de l'éducation, elle s'oriente vers le Diplôme d’État d’infirmière. Elle choisit d’exercer en psychiatrie, dans une unité spécialisée dans la dépression et l’anorexie mentale, puis, très vite, elle se consacre au soin périnatal dans une unité mère-bébé. Ce dispositif de soin original l’amène à se spécialiser. Elle passe un Diplôme Universitaire de psychopathologie du bébé, puis reprend avec succès des études afin de devenir psychologue clinicienne.
Par la suite, elle enseigne la psychopathologie et donne des conférences. Elle est chargée de cours à l'université Lyon II.
Elle exerce son métier de psychologue en libéral notamment auprès des parents et des nourrissons.

## Œuvre
En 2002, elle commence sa carrière d'auteure par l'écriture de nouvelles qui remportent de nombreux prix littéraires et sont publiées dans la presse en France (dont L'Écho de Limoges, La Gazette de Montpellier, Midi libre) et à l'étranger (Revue Politique, Belgique).
Tandis qu'elle fait ainsi ses gammes, elle est repérée par Claire Kheitmi, productrice à Radio France qui lui propose d'écrire pour son émission Les petits polars. Suivront une quarantaine de dramatiques radiophoniques dont certaines ont, depuis, été publiées.
C'est à l'occasion de cette émission qu'elle est repérée par les Éditions du Masque (Jean-Claude Lattès) pour lesquelles elle va écrire trois romans policiers.
Le premier, À la vue, à la mort, met en scène le commandant Lanester, policier et psychologue, qui perd soudain la vue sur une scène de crime. Il poursuit alors son enquête à l'aveugle et à la barbe de ses supérieurs. « Une rencontre choc : ce Lanester est un sacré pupille de la nation ! » écrit Le Canard enchaîné, le 8 août 2007. Vincent Raymond, dans La Tribune de Lyon du 2 août 2007, remarque : « Et comme le veut la tradition, une palanquée de fausses pistes égarera les “Sherlocks” dont l’esprit est en villégiature… »
Ce polar reçoit le « prix du roman policier du Festival du film policier de Cognac » - 2007 des mains de Jean-Christophe Grangé, président du jury, et le prix « Jean Zay des lycéens ».
Couronné de succès malgré une presse discrète, il est immédiatement repéré par une maison de production, Native, qui en achète les droits. Une série est produite pour le compte de France 2 et porte le nom du héros principal, Lanester, avec Richard Berry , Emma de Caunes, Bruno Salomone et Isabelle Candelier. La réalisation est confiée à Franck Mancuso. Lors des interviews, Françoise Guérin confie s’être beaucoup investie dans l’adaptation de ses romans, allant jusqu’à travailler comme coscénariste sur le dernier opus.
Le deuxième polar a pour titre Cherche jeunes filles à croquer et l'action de déroule à Chamonix, dans une clinique spécialisée dans l'anorexie dont les pensionnaires se volatilisent les unes après les autres. Dépêché sur les lieux avec son équipe, Lanester doit composer avec l’absence de corps.
Ce roman a été salué par la critique. Yann Plougastel, dans M le magazine du Monde, souligne : « en dépit de l’anorexie et de la boulimie des héroïnes, en lisant ce livre malin et taquin, on ne reste pas sur sa faim » (4 janvier 2013). Gérard Thomas, dans Libération, salue « Une intrigue originale, un style qui fait mouche, un humour discret mais constant. » (Libération, 2 novembre 2012). Pour Thibaut Kaeser, l’auteure « intègre un sujet sensible — le rapport intime et douloureux au corps et à l’image que l’on s’en fait — dans une trame haletante. » 
Le livre reçoit également un bel accueil des lecteurs. Il se voit décerner le prix « Sang pour Sang polar » au salon de Saint-Chef.
Le troisième volet de la trilogie a pour titre Les enfants de la dernière pluie et il se déroule dans le milieu de la recherche pharmaceutique et des essais cliniques. Il est également adapté pour la télévision. Ce nouvel épisode est diffusé à partir de janvier 2018 sur France 2
Ces adaptations télévisées remportent un vif succès d'audience.
Parallèlement à ces romans, Françoise Guérin publie quatre recueils de nouvelles.
Mot compte double (Éditions Quadrature [archive] 2007) rassemble des textes qui ont pour point commun de questionner la parole manquante. Un des textes, Les nattes [archive], a reçu plusieurs prix, dont le Prix de la nouvelle jeunesse décerné au festival « Place aux nouvelles » de Lauzerte.
Un dimanche au bord de l’autre (L’Atelier du Gué 2009) est construit autour de la thématique de la folie, récurrente dans l'œuvre de l’autrice. Il a reçu le « Prix Missives ». Garde-fous [archive], une des nouvelles de ce recueil, est également parue dans la revue Canal Psy.
Quatre carnages et un enterrement (D’un Noir Si Bleu 2010) est un recueil à visée pédagogique. Cinq nouvelles, dont une qui comporte deux versions, sont accompagnées de conseils et pistes d'écriture. Un appareil didactique et un long article de Claude Mesplède sur l'historique de la nouvelle policière complètent l'ouvrage.
En 2020, elle publie un nouveau recueil chez Zonaires éditions : Au chevet des vivants.  Dans « Un silence pour abri », elle donne à entendre l’évolution de l’hôpital public qui tend parfois, faute de moyens, à réduire le patient à son corps. Soignants et soignés y sont mis à l’honneur par celle qui a travaillé près de dix-huit ans à l'hôpital public et en a noté la progressive déliquescence.
En 2018, Françoise Guérin quitte provisoirement le polar pour publier Maternité [archive], un roman sur les difficultés maternelles dans le post-partum. Il met en scène Clara Verrier, une jeune femme brillante qui décide brusquement d’avoir un bébé. Mais rien ne se passe comme dans les livres et la rencontre impossible avec un bébé qui la terrifie lui fait entrevoir le pire en elle.
Publié chez Albin Michel, le roman est remarqué par les lecteurs franco-suisses qui lui attribuent le prix «Lettres frontière» 2019. Une tournée littéraire est alors organisée qui sera très vite interrompue par le confinement de mars 2020. Il suscite la réflexions et des articles approfondis, comme dans la revue L'enfant et la vie [archive].
Pour l’écriture de ce roman, Françoise Guérin reconnaît s'être appuyée sur une longue expérience professionnelle en psychiatrie périnatale comme elle le dira au journal télévisé de la RTS lors d'un entretien mené par la journaliste Julie Evard le 11 juin 2018.
Raconte-moi ta vie. Entre 2019 et 2020, elle intervient, en tant qu’auteure-scénariste, dans une classe du lycée de Rillieux-la-Pape (69) sous l’égide d’Auteurs solidaires et de la SACD. Elle fait travailler les élèves sur des récits autobiographiques puis les accompagne pour transformer un récit en scénario de court-métrage. Le film, tourné avec les lycéens et des enseignants, a pour titre : Mon frère ce héros. Il est visible sur Youtube sur la chaîne d'Auteurs solidaires.
En janvier 2022, retour au polar. Mariant psycho-périnatalité et thriller, elle publiera On noie bien les petits chats [archive], aux éditions Eyrolles, dans la prestigieuse collection Aparté. Ce roman met en scène Betty, une jeune femme qui trouve refuge dans une unité mère-bébé après une naissance traumatique, tandis qu’un inconnu qui en sait long sur son passé, la harcèle et sème la mort autour d’elle.
L’année 2022 voit aussi la publication d'un nouveau recueil de nouvelles qui a pour titre : Les défilés du désir. Il comprend des « nouvelles d'enfance », c'est-à-dire des textes centrés sur des enfants qui évoluent dans un monde qui n'est pas taillé pour les accueillir. La particularité de ces textes est qu'ils sont tous rédigés à la deuxième personne du singulier. Publié par les éditions Zonaires, ce recueil reçoit le prix «Lire sous les Halles de Decize ».
En 2023, l'autrice publie également un roman singulier, le monologue d'une mère qui s'adresse à sa fille avec une mise en page particulière. Tu la voyais grande et c'est une toute petite vie paraît aux éditions Zonaires.
Un nouveau thriller voit le jour en janvier 2024 chez Eyrolles. Il a pour titre La souris qui voulait sauver l'ogre et il traite de la santé mentale des adolescents, de la prévention du suicide mais aussi de pression scolaire, de harcèlement, de méritocratie et d'héritocratie.

### Romans

#### Série policièreCommandant Lanester
- À la vue, à la mort, Paris, Éditions du Masque, Le Masque no 2508, 2007 ; réédition, Paris, Éditions du Masque, Masque poche no 33, 2014
- Cherche jeunes filles à croquer, Paris, Éditions du Masque, 2012
- Les Enfants de la dernière pluie, Paris, Éditions du Masque, 2014

#### Littérature
- Je n'oublie pas...(Récit) Photos de Patrick L’Écolier, Editions Zonaires, 2018
- Maternité, Paris, Editions Albin Michel, 2018 - Prix Lettres Frontière 2019
- Tu la voyais grande et c'est une toute petite vie, Editions Zonaire, 2023

#### Thrillers
- On noie bien les petits chats, Editions Eyrolles roman, collection Aparté, 2022
- La souris qui voulait sauver l'ogre, Editions Eyrolles roman, collection Aparté, 2024

### Nouvelles

#### Recueil de nouvelles
- Mot compte double, Bruxelles, Éditions Quadrature, 2007
- Un dimanche au bord de l’autre, Villelongue-d’Aude, Atelier du Gué, 2009
- Du bleu dans le rose, Gibles, D’un noir si bleu - éditeur, coll. Le Livret carte postale, 2010
- Au chevet des vivants, Zonaires éditions, 2019
- Les Défilés du désir, nouvelles d'enfance, Zonaires éditions, 2022

#### Nouvelles isolées
- Le Sifflet du Père-Noël (2002)
- Je serai là jusqu'au bout... (2003)
- La Part de Marthe (2003)
- Protocole no 821 (2004)
- L'Apocalypse selon sainte Magali (2004)
- La Vérité du sujet (2004)
- Mots comptent double (2004)
- La Commune reconnaissante (2004)
- Le Meilleur d'entre nous (2004)
- Décibelle, la mouette qui voulait sauver le monde (2004)
- Tu verras... (2004)
- Ici et Ailleurs (2004)
- Pleine Lune (2004)
- Antoine (2004)
- Rien à dire ! (2004)
- Paula (2004)
- Le Robinet du diable (2005)
- Les Nattes (2005)
- Un taureau sur le divan (2005)
- El Torrido, mémoire interdite (2005)
- La Fiancée des hirondelles (2005)
- Controverse sur l'existence du Prince Charmant (2005)
- Le Dîner de thon (2005)
- Complicité thérapeutique (2005)
- La Passion contrariée de Julius Grant (2005)
- Coma (2006)
- Rendez-vous d'amour (2006)
- Les Poules de Pépé (2006)
- Du bleu dans le rose... et réciproquement (2006)
- Grenadine (2007)
- Le Funambule de Brooklyn (2007)
- Le Désir de l'autre (2007)
- À pas de néant (2007)
- Une femme libérale (2008)
- Elle va venir (2008)
- Du bleu dans le rose (2009)
- Un bébé pour l’Élysée (2012)
- La faute à pas de chance (2019)
- Un arbre en exil (2019)

### Autres publications
- Quatre carnages et un enterrement : lire et écrire des nouvelles policières, comment faire ?, Gibles, D’un noir si bleu - éditeur, 2010
- Je n'oublie pas..., texte de Françoise Guérin, photos de Patrick L'Ecolier - Zonaires - éditeur, 2018. Vendu au profit de l'association APARDAP

## Adaptations
- 2013 : Lanester, téléfilm français de Franck Mancuso, avec Richard Berry, Isabelle Candelier et Emma de Caunes, d'après le roman À la vue, à la mort.

- 2016 : Lanester - Memento Mori, téléfilm français de Franck Mancuso, avec Richard Berry, Emma de Caunes, Nicky Marbot et Olivier Sitruk, d'après le roman Cherche jeunes filles à croquer.

- 2018 : Lanester - Les enfants de la dernière pluie, téléfilm français de Jean-Marc Brondolo, avec Richard Berry, Emma de Caunes, Nicky Marbot et Olivier Sitruk, d'après le roman Les Enfants de la dernière pluie.